# Garnotte
Pour les articles homonymes, voir Garneau et Michel Garneau.
Michel Garneau, dit Garnotte, né en 1951 à Montréal, est un caricaturiste ainsi qu'un scénariste et dessinateur québécois de bande dessinée.
Ses principales activités sont des caricatures éditoriales dans le quotidien montréalais Le Devoir depuis 1996.

## Biographie
Après des études en géographie à l'Université du Québec à Montréal, Michel Garneau se dirige vers le dessin d'humour et la bande dessinée. Il fait paraître ses premiers dessins dans les années 1970, sous le pseudonyme de Garnotte, dans des publications comme Zone Libre, Baloune, Graf iti et Le Temps fou.
Le public a commencé à découvrir Garnotte dans des magazines comme Croc — il se joint à l'équipe dès le premier numéro. en octobre 1979 — et Titanic dans les années 1980. Il s'y fait connaître d'un grand public comme un dessinateur engagé avec sa série « Pauvres riches ! », où il pourfend à la fois les gauchistes de salon et le capitalisme sauvage. Ses dessins ont aussi été publiés chez TV Hebdo, Protégez-vous, le magazine Les Débrouillards et La Terre de chez nous.
Depuis 1996, il contribue quotidiennement à la page éditoriale du quotidien montréalais Le Devoir où il signe la caricature.
Lors du drame de l'incendie de Notre-Dame de Paris, il se fait remarquer en proposant une caricature pour répondre au concours de la reconstruction de la flèche lancé par le Premier Ministre français Edouard Philippe. Il représente aussi, à la suite des dons massifs pour la reconstruction, Émmanuel Macron en stryge crachant des billets de banque.
Il annonce sa retraite comme caricaturiste éditorial en juin 2019,.

## Publications
- 1981 : N'ajustez pas votre appareil, Éditions Ludcom, Montréal ;
- 1989 : C'est pas parce qu'on travaille que c'est drôle !, Nouvelles CSN, Montréal ;
- 1990 : Pauvres riches et autres contradictions, Éditions Kami Case  (ISBN 2-98011-055-8), Montréal ;
- 1993 : Stéphane l'apprenti inventeur, Éditions Héritage, Montréal ;
- 1995 : Sophie et ses plus chouettes recettes d'entourloupettes, texte de Henriette Major, Éditions Héritage, Montréal ;
- 2003 : Les plus meilleures caricatures de Garnotte en 2003, Éditions du Concassé, Montréal ;
- 2004 : Des caricatures propres à 2004, Éditions du Concassé, Montréal ;
- 2005 : Garnotte 2005, Éditions Les Intouchables, Montréal ;
- 2006 : Garnotte 2006, Éditions Les Intouchables, Montréal ;
- 2007 : Garnotte 2007, Éditions Les Intouchables, Montréal ;
- 2008 : Garnotte 2008, Éditions Les Intouchables, Montréal.

Les caricatures de Garnotte pour Le Devoir sont consultables en ligne :
- (Le Devoir) « Garnotte »

## Distinction
- 2013 : Prix Robert-LaPalme[7], Exposition 1001 Visages.